# 18-й корпус СС
18-й армійський корпус СС (нім. XVIII. SS-Armeekorps) — військове формування, корпус у складі військ Ваффен-СС, що брав участь у бойових діях в кінці Другої світової війни.

## Історія
Командування корпусу було створено в грудні 1944 року. Спочатку корпус знаходився в Ельзасі в складі 8-ї армії. В січні 1945 року включений до складу 19-ї армії групи армій «Верхній Рейн» (в лютому 19-та армія була передана в групу армій «G», а в квітні підпорядкована головнокомандувачу на Заході). Корпус відступив в Баварію, де в містечку Шварцвальд його частини склали зброю.

## Райони бойових дій
- Франція та Західна Німеччина (грудень 1944 — травень 1945).

## Командири
- Группенфюрер СС і Генерал-лейтенант Ваффен-СС і Поліції Гайнц Райнефарт (грудень 1944 — 12 лютого 1945)
- Обергруппенфюрер СС і Генерал Ваффен-СС Георг Кепплер (12 лютого — 22 травня 1945)

## Бойовий склад 18-го корпусу СС
Формування управління, забезпечення та підтримки
- 499-те артилерійське командування (ArKo 499),
- 499-й батальйон зв'язку (Nachrichten-Abteilung 499).

- 159-та піхотна дивізія (159. Infanterie-Division);
- 189-та піхотна дивізія (189. Infanterie-Division);
- 716-та піхотна дивізія (716. Infanterie-Division);
- дивізія № 805 (Division Nr. 805);
- 1005-та бригада (Brigade 1005).

- 189-та піхотна дивізія;
- 716-та піхотна дивізія;
- дивізія № 805;
- 1005-та бригада;
- Бригада Баур (Brigade Baur).

- 189-та піхотна дивізія;
- дивізія № 805;
- 1005-та бригада;
- Бригада Баур.

- 189-та піхотна дивізія;
- дивізія № 805;
- 1005-та бригада;
- Бригада Баур;
- Бригада СС «Нібелунген» (SS-Brigade "Nibelungen").